# Saison 2023 de la National Rugby League
Navigation
Édition précédente Édition suivante
La Saison 2023 de la National Rugby League est la cent-seizième édition de cette compétition depuis que celle-ci a été créée en 1908, elle se déroule de mars 2023 à octobre 2023. Dix-sept équipes jouent 25 journées de championnat (phase régulière), les huit meilleures d'entre elles sont qualifiées pour les phases finales, dans le but de se qualifier pour la grande finale.

## Équipes
Cette saison le club des Dolphins fait son entrée dans la compétition, ainsi dix-set clubs disputent la NRL.
| Club                         | Classement en 2022            | Entraîneur(s)                 | Capitaine (s)                  | Stade (s)                                                    | Capacité             |
| ---------------------------- | ----------------------------- | ----------------------------- | ------------------------------ | ------------------------------------------------------------ | -------------------- |
| Brisbane Broncos             | 9e                            | Kevin Walters                 | Adam Reynolds                  | Suncorp Stadium                                              | 52 500               |
| Canberra Raiders             | Demi-finale préliminaire (8e) | Ricky Stuart                  | Jarrod Croker Elliot Whitehead | Canberra Stadium                                             | 25 011               |
| Canterbury Bulldogs          | 12e                           | Cameron Ciraldo               | Matthew Burton                 | ANZ Stadium Belmore Sports Ground Western Sydney Stadium     | 83 500 20 000 30 000 |
| Cronulla-Sutherland Sharks   | Demi-finale préliminaire (2e) | Craig Fitzgibbon              | Dale Finucane Wade Graham      | Jubilee Oval                                                 | 20 500               |
| Dolphins                     | Nouveau                       | Wayne Bennett                 | Jesse Bromwich                 | Suncorp Stadium Moreton Daily Stadium Sunshine Coast Stadium | 52 500 11 500 12 000 |
| Gold Coast Titans            | 13e                           | Justin Holbrook → Jim Lenihan | Tino Fa'asuamaleaui            | Cbus Super Stadium                                           | 27 400               |
| Manly-Warringah Sea Eagles   | 11e                           | Anthony Seibold               | Daly Cherry-Evans              | 4 Pines Park                                                 | 23 000               |
| Melbourne Storm              | 1er tour (5e)                 | Craig Bellamy                 | Christian Welch                | AAMI Park                                                    | 29 500               |
| Newcastle Knights            | 14e                           | Adam O'Brien                  | Kalyn Ponga                    | Hunter Stadium                                               | 33 000               |
| New Zealand Warriors         | 15e                           | Andrew Webster                | Tohu Harris                    | Mount Smart Stadium                                          | 30 000               |
| North Queensland Cowboys     | Demi-finale (3e)              | Todd Payten                   | Chad Townsend                  | North Queensland Stadium                                     | 25 000               |
| Parramatta Eels              | Finaliste (4e)                | Bradley Arthur                | Clinton Gutherson              | Western Sydney Stadium                                       | 30 000               |
| Penrith Panthers             | Champion (1er)                | Ivan Cleary                   | Nathan Cleary                  | Penrith Stadium                                              | 22 500               |
| St. George Illawarra Dragons | 10e                           | Anthony Griffin → Ryan Carr   | Ben Hunt                       | Jubilee Oval WIN Stadium                                     | 20 500 23 000        |
| South Sydney Rabbitohs       | Demi-finale (7e)              | Jason Demetriou               | Cameron Murray                 | ANZ Stadium Western Sydney Stadium                           | 83 500 30 000        |
| Sydney Roosters              | 1er tour (6e)                 | Trent Robinson                | James Tedesco                  | Sydney Cricket Ground                                        | 48 000               |
| Wests Tigers                 | 16e                           | Tim Sheens                    | Apisai Koroisau                | Campbelltown Stadium Leichhardt Oval Western Sydney Stadium  | 20 000 30 000        |

## Résultats

### Classement de la phase régulière
| Rang | Franchise             | Joués | V  | N | D  | B | PP  | PC  | Diff  | Points |
| 1    | Penrith (CH)          | 24    | 18 | 0 | 6  | 1 | 645 | 312 | + 333 | 42     |
| 2    | Brisbane              | 24    | 18 | 0 | 6  | 3 | 639 | 425 | + 214 | 42     |
| 3    | Melbourne             | 24    | 16 | 0 | 8  | 3 | 627 | 459 | + 168 | 38     |
| 4    | New Zealand           | 24    | 16 | 0 | 8  | 3 | 572 | 448 | + 124 | 38     |
| 5    | Newcastle             | 24    | 14 | 1 | 9  | 3 | 626 | 451 | + 175 | 35     |
| 6    | Cronulla-Sutherland   | 24    | 14 | 0 | 10 | 3 | 619 | 497 | + 122 | 34     |
| 7    | Sydney Roosters       | 24    | 13 | 0 | 11 | 3 | 472 | 496 | - 24  | 32     |
| 8    | Canberra              | 24    | 13 | 0 | 11 | 3 | 486 | 623 | - 137 | 32     |
| 9    | South Sydney (DF)     | 24    | 12 | 0 | 12 | 3 | 564 | 505 | + 59  | 30     |
| 10   | Parramatta (F)        | 24    | 12 | 0 | 12 | 3 | 587 | 574 | + 13  | 30     |
| 11   | North Queensland (DF) | 24    | 12 | 0 | 12 | 3 | 546 | 542 | + 4   | 30     |
| 12   | Manly-Warringah       | 24    | 11 | 1 | 12 | 3 | 520 | 539 | + 6   | 29     |
| 13   | Dolphins              | 24    | 9  | 0 | 15 | 3 | 520 | 631 | - 111 | 24     |
| 14   | Gold Coast            | 24    | 9  | 0 | 15 | 3 | 527 | 653 | - 126 | 24     |
| 15   | Canterbury-Bankstown  | 24    | 7  | 0 | 17 | 3 | 438 | 769 | - 331 | 20     |
| 16   | St. George Illawarra  | 24    | 5  | 0 | 19 | 3 | 474 | 673 | - 199 | 16     |
| 17   | Wests Tigers (CB)     | 24    | 4  | 0 | 20 | 3 | 385 | 675 | - 290 | 14     |

| - Qualifié pour les phases finales (#1 à #8). |
| CH : Champion 2022, FI : Finaliste 2022, CB : Cuillère de bois 2022, DF : Demi-finaliste 2022                                                                                           |
| abréviations=Pts, points; J, matchs joués; V, victoires ; N, match nuls ; D, défaites ; B, bye ; PP, points pour ; PC, points contre ; Diff, différence de points ; T, tenant du titre. |

Attribution des points : 2 points sont attribués pour une victoire, 1 point pour un match nul, 0 point en cas de défaite, 2 lorsque l'épique est exempte (bye).
Source : nrl.com

### Playoffs
Lors des finales de qualification, le vainqueur des deux matchs opposant les premier et quatrième de la phase régulière, et du deuxième et le troisième, sont directement qualifiés pour les finales préliminaires. Les vaincus de ces deux rencontres sont opposés aux deux vainqueurs des deux autres rencontres des Finales de qualification.
|           | 1er tour des play offs | 1er tour des play offs          | 1er tour des play offs | |             |                                 |        | Demi-finales préliminaires | Demi-finales préliminaires |        |  |             |          | Demi-finales | Demi-finales |  |  | Grande finale | Grande finale |  |
|           |                        |                                 |                        | |             |                                 |        |                            |                            |        |  |             |          |              |              |  |  |               |               |  |
|           |                        | QPO1 :                          |                        | |             |                                 |        |                            |                            |        |  |             |          |              |              |  |  |               |               |  |
|           | 1                      | Penrith                         | 32                     | |             |                                 |        |                            |                            |        |  |             |          |              |              |  |  |               |               |  |
|           | 4                      | New Zealand                     | 6                      | |             |                                 |        | PSF1 :                     |                            |        |  |             |          |              |              |  |  |               |               |  |
|           |                        |                                 |                        | |             |                                 |        | Melbourne                  | 18                         |        |  |             |          |              |              |  |  |               |               |  |
|           |                        | EPO1 :                          | EPO1 :                 | |             |                                 |        | Sydney Roosters            | 13                         |        |  |             |          | QSF1 :       | QSF1 :       |  |  |               |               |  |
|           | 5                      | Newcastle                       | 30                     | |             |                                 |        |                            |                            |        |  |             |          | Penrith      | 38           |  |  |               |               |  |
|           | 8                      | Canberra                        | 28                     | |             |                                 |        |                            |                            |        |  |             |          | Melbourne    | 4            |  |  | GF :          | GF :          |  |
|           |                        |                                 |                        | |             |                                 |        |                            |                            |        |  |             |          |              |              |  |  | Penrith       | 26            |  |
|           |                        | EPO2 :                          | EPO2 :                 | EPO2 : |             |                                 |        |                            |                            | QSF2 : |  |             |          | Brisbane     | 24           |  |  |               |               |  |
|           | 6                      | Cronulla-Sutherland             | 12                     | |             |                                 |        |                            |                            |        |  |             | Brisbane | 42           |              |  |  |               |               |  |
|           | 7                      | Sydney Roosters                 | 13                     | |             | PSF2 :                          | PSF2 : |                            |                            |        |  | New Zealand | 12       |              |              |  |  |               |               |  |
|           |                        |                                 |                        | | New Zealand | 40                              |        |                            |                            |        |  |             |          |              |              |  |  |               |               |  |
|           | QPO2 :                 | QPO2 :                          | QPO2 :                 | QPO2 : |             |                                 |        | Newcastle                  | 10                         |        |  |             |          |              |              |  |  |               |               |  |
|           | 2                      | Brisbane                        | 26                     | |             |                                 |        |                            |                            |        |  |             |          |              |              |  |  |               |               |  |
|           | 3                      | Melbourne                       | 0                      | |             |                                 |        |                            |                            |        |  |             |          |              |              |  |  |               |               |  |
|           |                        |                                 |                        | \| Légende : \| \| Progression de l'équipe défaite \| \| Progression de l'équipe victorieuse \| \| Progression de l'équipe choisie \| |             |                                 |        |                            |                            |        |  |             |          |              |              |  |  |               |               |  |
| Légende : |                        | Progression de l'équipe défaite |                        | Progression de l'équipe victorieuse                                                                                                   |             | Progression de l'équipe choisie |        |                            |                            |        |  |             |          |              |              |  |  |               |               |  |

Semaine 1. Qualification/Elimination en phase finale : les rencontres sont déterminées suivant le classement des équipes de la saison régulière. Les équipes ayant obtenu un meilleur rang affrontant l'équipe ayant le moins bon rang. Les équipes ayant le meilleur rang reçoivent.
Semaine 2. Les demi-finales préliminaires : les rencontres sont déterminées suivant le classement des équipes de la saison régulière. Les équipes ayant obtenu un meilleur rang affrontant l'équipe ayant le moins bon rang. Les équipes ayant le meilleur rang reçoivent.
Semaine 3. Les demi-finales : les vainqueurs des précédentes phases qualificatives s'affrontent pour déterminer les deux finalistes. Les adversaires sont décidées en fonction du choix de l'équipe ayant obtenu le meilleur classement lors de la saison régulière entre les deux équipes ayant le moins bon classement. Ce sont les vainqueurs de la semaine 1 qui reçoivent.

### Grande Finale
(mt : 8 - 6)
Homme du match :  Nathan Cleary
Points marqués : 
- Penrith : 4 essais de Kenny (17e), Leota (62e), Crichton (67e) et Cleary (75e) ; 3 transformations de Cleary (63e, 68e et 78e) ; 2 pénalités de Crichton (18e) et Cleary (29e)
- Brisbane : 4 essais de Flegler (67e) et Mam (44e, 52e et 54e) ; 3 transformations de Reynolds (45e, 53e et 56e) ; 1 pénalité de Reynolds (39e)

Évolution du score : 4-0, 6-0, 8-0, 8-4, 8-6 (mi-temps), 8-12, 8-18, 8-24, 14-24, 20-24, 26-24.
Arbitre : Adam Gee
Spectateurs : 81 947
Composition des équipes :
- Penrith : Dylan Edwards - Sunia Turuva, Izack Tago, Stephen Crichton, Brian To'o  - Jarome Luai (o), Nathan Cleary (m) - Moses Leota, Mitch Kenny, James Fisher-Harris, Scott Sorensen, Liam Martin, Isaah Yeo - Jack Cogger, Lindsay Smith, Spencer Leniu, Luke Garner - Entraîneur : Ivan Cleary
- Brisbane : Reece Walsh - Jesse Arthars, Kotoni Staggs, Herbert Farnworth, Selwyn Cobbo - Ezra Mam (o), Adam Reynolds (m) - Thomas Flegler, Billy Walters, Payne Haas, Kurt Capewell, Jordan Riki, Patrick Carrigan - Tyson Smoothy, Brendan Piakura, Kobe Hetherington, Keenan Palasia - Entraîneur : Kevin Walters

## Statistiques

### Meilleurs marqueurs de points
| Rang | Joueur          | Club                       | Poste         | Points | Essais | Goals | Drops |
| ---- | --------------- | -------------------------- | ------------- | ------ | ------ | ----- | ----- |
| 1    | Jamayne Isaako  | Dolphins                   | Ailier        | 244    | 24     | 73    | 2     |
| 2    | Nicholas Meaney | Melbourne Storm            | Arrière       | 222    | 10     | 91    | -     |
| 3    | Nathan Cleary   | Penrith Panthers           | Demi de mêlée | 216    | 8      | 89    | 6     |
| -    | Adam Reynolds   | Brisbane Broncos           | Demi de mêlée | 212    | 5      | 94    | 4     |
| 5    | Nicholas Hynes  | Cronulla-Sutherland Sharks | Demi de mêlée | 187    | 5      | 83    | 1     |

### Meilleurs marqueurs d'essais
| Rang | Joueur                  | Club                         | Poste  | Essais |
| ---- | ----------------------- | ---------------------------- | ------ | ------ |
| 1    | Dominic Young           | Newcastle Knights            | Ailier | 25     |
| 2    | Jamayne Isaako          | Dolphins                     | Ailier | 24     |
| -    | Dallin Watene-Zelezniak | New Zealand Warriors         | Ailier | 24     |
| 4    | Gregory Marzhew         | Newcastle Knights            | Ailier | 22     |
| 5    | Alex Johnston           | South Sydney Rabbitohs       | Ailier | 21     |
| -    | Ronaldo Mulitalo        | Cronulla-Sutherland Sharks   | Ailier | 21     |
| -    | Mikaele Ravalawa        | St. George Illawarra Dragons | Ailier | 21     |
| -    | Brian To'o              | Penrith Panthers             | Ailier | 21     |

## Récompenses individuelles
Les trophées « Dally M Medal » sont, comme d'habitude, remis après la fin de la saison régulière de la NRL et ne prend pas en compte les rencontres de la phase finale.
| Points | Joueur            |
| ------ | ----------------- |
| 56     | Kalyn Ponga       |
| 55     | Shaun Johnson     |
| 54     | Nicholas Hynes    |
| 50     | Daly Cherry-Evans |
| 48     | Nathan Cleary     |
| 47     | Harry Grant       |
| 44     | Addin Fonua-Blake |
| 42     | Dylan Edwards     |
|        | Payne Haas        |
| 41     | Isaah Yeo         |

| Poste                     | Joueur                                 |
| ------------------------- | -------------------------------------- |
| Meilleur arrière          | Kalyn Ponga                            |
| Meilleur ailier           | Dallin Watene-Zelezniak Jamayne Isaako |
| Meilleur centre           | Stephen Crichton Herbie Farnworth      |
| Meilleur demi d'ouverture | Ezra Mam                               |
| Meilleur de mêlée         | Shaun Johnson                          |
| Meilleur troisième ligne  | Patrick Carrigan                       |
| Meilleur deuxième ligne   | Liam Martin David Fifita               |
| Meilleur pilier           | Payne Haas Addin Fonua-Blake           |
| Meilleur talonneur        | Harry Grant                            |

| Poste                      | Lauréat        |
| -------------------------- | -------------- |
| Provan-Summons Medal       | Nicholas Hynes |
| Débutant de l'année        | Sunia Turuva   |
| Capitaine de l'année       | Adam Reynolds  |
| Entraîneur de l'année      | Andrew Webster |
| Meilleur marqueur d'essais | Dominic Young  |

## Médiatisation
Le championnat est évidemment très médiatisé en Australie, sport où le rugby à XIII est roi. Il est suivi par le magazine Rugby League Review.
Au Royaume-Uni, il est également très suivi par les médias britanniques au nombre desquels on compte Rugby League World , Rugby Leaguer & League Express et League Weekly. 
Dans les pays francophones, (principalement la France), le site internet Treize Mondial rend compte chaque semaine, voire chaque jour du déroulement de la compétition. Midi Olympique couvre également l'évènement, mais pas de manière continue, et en relatant surtout les résultats chaque semaine, dans son « édition rouge ». Des matchs sont diffusés par les chaines payantes du groupe Beinsport.